# Ciclismo ai XII Giochi del Mediterraneo
Le competizioni di Ciclismo ai XII Giochi del Mediterraneo si svolsero lungo un percorso cittadino appositamente allestito per i Giochi. Da sottolineare che per questa edizione non sono state previste gare a livello femminile.
Per il Ciclismo su strada furono organizzate le seguenti prove:
- Prova individuale in linea (solo maschile) con un percorso di 157,5 chilometri
- Prova a squadre a cronometro (solo maschile) con un percorso di 100 chilometri

per un totale di due medaglie d'oro messe in palio.

## Medagliere
| Pos.   | Nazione | Oro | Argento | Bronzo | Totale |
| ------ | ------- | --- | ------- | ------ | ------ |
| 1      | Italia  | 2   | 0       | 0      | 2      |
| 2      | Spagna  | 0   | 1       | 1      | 2      |
| 3      | Francia | 0   | 1       | 1      | 2      |
| Totale | Totale  | 2   | 2       | 2      | 6      |

## Sommario degli eventi
| Evento               | Oro                                                                       | Prestazione | Argento                                            | Prestazione | Bronzo                                                                          | Prestazione |
| Ciclismo su strada   |                                                                           |             |                                                    |             |                                                                                 |             |
| Corsa in linea       | Gian Matteo Fagnini                                                       | 3h54'53"    | Jean Christophe Currit                             | s.t.        | David García                                                                    | a 17"       |
| Cronometro a squadre | Italia Luca Colombo Gianfranco Contri Christian Salvato Francesco Rossano | 1h47'15"    | Spagna Eleuterio Mancebo Ángel Casero Ramon Garcia | a 1'49"     | Francia Jean-Louis Harel Philippe Gaumont Jean-François Bresset Dominique Bozzi | a 2'31"     |